# AN/BQR-2
AN/BQR-2 — пассивная гидроакустическая станция (ГАС), разработанная и производившаяся корпорацией Chesapeake Instrument Corp. по заказу командования кораблестроения и вооружения ВМФ США (NAVSEA). Рабочий диапазон 0,5-15кГц. Входит в ГАК AN/BQQ-2. Конструктивно антенна ГАС состоит из 48 линейных гидрофонов высотой 43 дюйма (1092 мм) образующих цилиндр диаметром 68 дюймов (1727 мм). Точность обнаружения 0,1 градуса позволяет использовать её для выдачи ЦУ при торпедных атаках. Дальность обнаружения дизельной ПЛ программы GUPPY, идущей под шнорхелем, составляет порядка 15-20 морских миль.

## Модификации

### AN/BQR-21
AN/BQR-21 — более поздняя модифицированная версия ГАС с электроникой на твердотельных элементах. Серийно выпускалась компанией Honeywell в Миннеаполисе, Миннесота.